# Домодосола
Домодо̀сола (на италиански: Domodossola, на местен диалект: Dòm, Дом) е град и община в Северна Италия, провинция Вербано-Кузио-Осола, регион Пиемонт. Разположен е на 272 m надморска височина. Населението на общината е 18 247 души (към 2012 г.).

## Известни личности
Родени в Домодосола
- Джанфранко Контини (1912-1990), филолог

Починали в Домодосола
- Джанфранко Контини (1912-1990), филолог